# Nikita Salogor
Nikita Leonťjevič Salogor (rusky Никита Леонтьевич Салогор, rumunsky Nichita Leontie Salogor nebo Salagor, ukrajinsky Микита Леонтійович Салогор, Mykyta Leontijovyč Salohor, 15. srpna 1901 – 24. června 1982) byl moldavský a sovětský politik, který v letech 1942-1946 zastával funkci prvního tajemníka Komunistické strany Moldavska (KSM). Měl rumunsko-ukrajinské nebo moldavské kořeny, jeho matka byla kulačka, kterou později v životě otevřeně odsoudil. Salogor na počátku své kariéry působil v zemědělských institucích Ukrajinské SSR a Moldavské autonomní sovětské socialistické republiky, kde se také politicky prosazoval. Po sovětském postupu do Besarábie v roce 1940 se zapojil do vedení Moldavské SSR. Okamžitě povýšil na mladšího tajemníka PCM, počátkem roku 1941 byl kooptován do jejího politbyra a podílel se na náboru pracovních sil, který historik Ion Varta popisuje jako spojený s deportací rodilých Rumunů.
Krátce po německém útoku na Sovětský svaz se Salogor a další vedoucí představitelé PCM stáhli do sovětského Ruska, ale stále se snažili vykonávat velení nad partyzánskými jednotkami organizujícími se v Besarábii. Během této přestávky se Salogorovi podařilo přetáhnout Pjotra Borodina a převzít Borodinovu funkci prvního tajemníka. Nakonec se v březnu 1944 vrátil do sovětské Moldávie a připojil se k prozatímní vládě vytvořené v Soroce. Během znovudobytí regionu v srpnu 1944 a po něm se zapojil do obnovy stranických struktur a vyšetřování šíření protikomunistického odboje. Řídil také reakce na moldavský hladomor a založil Moldavskou státní univerzitu.
Salogor, který pěstoval národní komunismus a byl posmrtně označen za moldavistu, prosazoval iredentistický projekt, v jehož rámci doufal v rozšíření Moldavské SSR připojením celé rumunské Moldávie a také Budžaku a Bukoviny (Velké Moldavsko). Tyto návrhy ohrožovaly územní celistvost Ukrajinské SSR a jako takové byly vetovány Nikitou Chruščovem. Salogor krátce nato přišel o své pozice v PCM a byl poslán pracovat jako zemědělský manažer do Krasnodarského kraje. Návrat mu byl umožněn v roce 1950, kdy mu moldavský premiér Gherasim Rudi přidělil menší funkce ve své vládě. Jeho pokus o podkopání vůdce PCM Nicolae Covala vyústil v další degradaci. Do ústředního výboru byl zařazen až v 70. letech, to už byl v důchodu a nemocný.